# Castello di Sinagra
Il castello di Sinagra è una costruzione medievale situata nel comune siciliano da cui prende il nome.

## Storia
La poca documentazione riguardo al castello rende difficile la ricostruzione della sua storia. Probabilmente, come molti altri castelli del Regno di Sicilia, quello di Sinagra fungeva da torre d'avvistamento e, ai tempi della Dinastia degli Altavilla, venne adibito a dimora nobiliare. Famiglie nobili come i Ventimiglia, gli Ioppolo e i Sandoval soggiornarono all'interno del costrutto.
Nel 1739, un forte terremoto, colpì i feudi di Sinagra. All'epoca, il castello era abitato dal principe Diego Sandoval e da Giuseppa Ioppolo. Gli ingenti danni recati all'abitazione, ne causarono l'abbandono. Nel 1984, venne acquistato dal comune, diventando meta turistica.

### Leggende
Si narra che dal castello parta una sorta di passaggio sotterraneo che sbuca nei pressi del cimitero comunale. Si presume che, questo tunnel sia stato scavato per fini bellici e utilizzato come rifugio in caso di conflitto. A causa delle poche informazioni riguardo al passaggio, questa storia viene quasi considerata una leggenda.

## Descrizione
Il castello è ubicato su una collinetta adiacente al paese lungo la via Vittorio Emanuele ed è visibile da molti punti del territorio comunale. Nella parte settentrionale del castello, si trova un cortile a forma circolare e, tramite una scalinata, si può accedere ad una cisterna idrica, ubicata sotto il castello stesso. Nella parte meridionale si trovano la torre e la chiesa di Sant'Antonio.